# Tour Trans Austria
Die TOUR Trans Austria ist ein Etappenrennen für ambitionierte Radsportler durch Österreich und findet jährlich im September statt.
Die TOUR Trans Austria wurde erstmals 2008 durchgeführt und konnte sich sofort in der Szene der Jedermannrennen etablieren. Das Etappenrennen besteht aus sieben Tagesetappen, die durch die schönsten Gebiete Österreichs führen: Tirol, Salzburg, Steiermark und Kärnten.
Starten können sowohl Teams als auch Einzelfahrer. Die Wertung erfolgt in folgenden Wertungsklassen: 
- als Einzelfahrer: Damen, Herren, Masters und Grandmasters
- als Team: Damen, Herren, Masters, Grandmasters und Mixed

## Die 1. TOUR Trans Austria 2008

### Etappen
| Etappe | Strecke                                     | Entfernung | Höhenmeter | Pässe                                        |
| ------ | ------------------------------------------- | ---------- | ---------- | -------------------------------------------- |
| 1.     | Kirchberg – Neukirchen am Großvenediger     | 121,9 km   | 2434 m     | Wildschönau, Kerschbaumer Sattel, Gerlospass |
| 2.     | Neukirchen am Großvenediger – Lienz         | 131,9 km   | 2539 m     | Großglockner, Iselsberg                      |
| 3.     | Lienz – Hermagor                            | 114,5 km   | 2445 m     | Pustertaler Höhenstraße, Kartitscher Sattel  |
| 4.     | Hermagor – St. Michael im Lungau            | 141,6 km   | 3664 m     | Windische Höhe, Nockalmstraße                |
| 5.     | St. Michael im Lungau – Ramsau am Dachstein | 081,4 km   | 1432 m     | Tauernpass, Ramsau am Dachstein              |
| 6.     | Ramsau am Dachstein – Murau                 | 076,8 km   | 1362 m     | Sölkpass                                     |
| 7.     | Murau – Velden am Wörthersee                | 095,5 km   | 1598 m     | Flattnitz, Ossiacher Tauern                  |
| Summe  |                                             | 763,79 km  | 15474 m    |                                              |

### Ergebnisse
- Gesamtergebnis Einzel Männer:
  - 1. Philip Götsch 19:33.28,5
  - 2. Thomas Lechermann (Scott Racing) 19:55.19,0
  - 3. Anze Povsic 20:36.18,0

- Gesamtergebnis Einzel Damen:
  - 1. Leah Goldstein 21:50.48,3
  - 2. Marg Fedyna (Jeantex Raven Canada) 23:16.04,7
  - 3. Sandra Tschümperlin (VC Wädenswil) 25:30.17,7

- Gesamtergebnis Einzel Masters:
  - 1. Paul Lindner (Jeantex Bikepalast) 20:06.01,5
  - 2. Heinz Zörweg (Ramsau am Dachstein) 20:08.17,5
  - 3. Thomas Ullsperger (Neon Alsfeld) 22:03.30,9

- Gesamtergebnis Einzel Grand Masters:
  - 1. Peter Kasperczyk 22:52.27,1
  - 2. Francis Schautteet 25:07.47,4
  - 3. Dieter Groß 25:17.37,2

- Gesamtergebnis Team Herren:
  - 1. Jeantex/Stevens-Team (Johannes Sickmüller / Ole Quast) 20:13.30,0
  - 2. Seeberger-Team (Alexander Miano / Sam Baeten) 20:36.25,9
  - 3. Giga-Sport-Osttirol-Team (Alois Sinzinger / Robert Gassmayr) 20:56.59,1

- Gesamtergebnis Team Damen:
  - 1. Teamtanner (Erin Mcgann / Sandra Foweraker) 25:29.59,4.
  - 2. Edinburgh Road Club (Katie Whitbread / Joanne Merritt) 25:44.44,0
  - 3. 63er Twins Team (Ulrike Happel / Marion Waid) 25:49.48,7

- Gesamtergebnis Team Mixed:
  - 1. Woerthersee.Com/Sc Hermagor (Werner Schellander / Marita Staufer) 22:24.57,7
  - 2. Team Agapedia Münsterland (Annika Grüber / Joachim Wechner) 23:20.53,6
  - 3. Mountain Goats (Claire Thomas / Ross Spence) 24:15.34,3

- Gesamtergebnis Team Masters:
  - 1. SC Hermagor (Siegfried Hochenwarter / Wiltschnig Silvio) 20:23.23,0
  - 2. Radsport Probst (Klaus Elsner / Markus Rieber) 21:03.22,8
  - 3. Radsport-Steixner-Fulpmes (Markus Grassnig / Philipp Murauer) 22:20.45,3

- Gesamtergebnis Team Grand Masters:
  - 1. Jeantex – Lightweight Carbon (Toni Schreiber / Max Pritzl) 21:50.50,6
  - 2. Sc Bergen (Kurt Reithmeier / Willi Hallweger) 23:40.18,4
  - 3. Bundesforste (Wolfgang Roschnik / Thomas Feichtinger) 26:16.15,6

## Weitere Etappenrennen
- Jeantex Tour Transalp